# Univerza v Mostarju
Univerza v Mostarju (izvirno hrvaško Sveučilište u Mostaru; latinsko Universitas Studiorum Mostariensis) je javna univerza v Bosni in Hercegovini, ki pa je hkrati edina, ki izvaja predavanja v hrvaščini. Ustanovljena je bila leta 1977.
Trenutni rektor je Zoran Tomić.

## Oddelki
Fakultete
- Agronomska fakulteta
- Ekonomska fakulteta
- Gradbena fakulteta
- Fakulteta za filozofsko-humanistične znanosti
- Fakulteta za naravoslovno-matematične in vzgojne znanosti
- Fakulteta za strojništvo in računalništvo
- Medicinska fakulteta
- Pravna fakulteta

Akademije
- Akademija likovnih umetnosti

Visoke šole
- Visoka zdravstvena šola